# Толл, Джон
Джон Толл (англ. John Toll; род. 15 июня 1952, Кливленд, Огайо, США) — американский кинооператор. Двукратный лауреат премии «Оскар» за лучшую операторскую работу в фильмах «Легенды осени» и «Храброе сердце», и номинант за работу в фильме «Тонкая красная линия».

## Биография
Родился 15 июня 1952 года в Кливленде, штат Огайо. В 19 лет он переехал из Кливленда чтобы учиться в Городском колледже Лос-Анджелеса. Уже в это время включился в киноиндустрию: работал ассистентом кинооператора, снимал документальные и рекламные ленты. После колледжа учился в Университете штата Калифорния.
Член Американского общества кинооператоров с 1995 года.

## Избранная фильмография
- 1992 — Ветер (реж. Кэррол Бэллард)
- 1994 — Легенды осени (реж. Эдвард Цвик)
- 1995 — Храброе сердце (реж. Мэл Гибсон)
- 1996 — Джек (реж. Фрэнсис Форд Коппола)
- 1997 — Благодетель (реж. Фрэнсис Форд Коппола)
- 1998 — Тонкая красная линия (реж. Терренс Малик, почётное упоминание Берлинского МКФ)
- 2000 — Почти знаменит (реж. Кэмерон Кроу)
- 2001 — Ванильное небо (реж. Кэмерон Кроу)
- 2001 — Выбор капитана Корелли (реж. Джон Мэдден)
- 2003 — Последний самурай (реж. Эдвард Цвик)
- 2005 — Элизабеттаун (реж. Кэмерон Кроу)
- 2006 — Водопад Ангела (реж. Дэвид фон Анкен)
- 2007 — Прощай, детка, прощай (реж. Бен Аффлек)
- 2008 — Во все тяжкие (Пилотная серия) (реж. Винс Гиллиган)
- 2008 — Солдаты неудачи (реж. Бен Стиллер)
- 2008 — The Rolling Stones. Да будет свет (реж. Мартин Скорсезе; вместе с коллективом операторов)
- 2009 — Простые сложности (реж. Нэнси Мейерс)
- 2011 — Меняющие реальность (реж. Джордж Нолфи)
- 2012 — Облачный атлас (реж. Сёстры Вачовски и Том Тыквер)
- 2013 — Железный человек 3 (реж. Шейн Блэк)
- 2015 — Восхождение Юпитер (реж. Сёстры Вачовски)
- 2015—2018 — Восьмое чувство (реж. Сёстры Вачовски, Том Тыквер и Джеймс Мактиг)
- 2016 — Долгая прогулка Билли Линна в перерыве футбольного матча (реж. Энг Ли)
- 2019 — Гарриет (реж. Кейси Леммонс)
- 2021 — Матрица: Воскрешение (реж. Лана Вачовски)

## Награды
| - Премия «Оскар» за лучшую операторскую работу - Лауреат 1995 года за фильм «Легенды осени» - Лауреат 1996 года за фильм «Храброе сердце» - Премия «Спутник» за лучшую операторскую работу - Лауреат 1999 года за фильм «Тонкая красная линия» - Лауреат 2004 года за фильм «Последний самурай» | - Премия BAFTA за лучшую операторскую работу - Лауреат 1996 года за фильм «Храброе сердце» - Премия Американского общества кинооператоров - Лауреат 1995 года за фильм «Храброе сердце» - Лауреат 1998 года за фильм «Тонкая красная линия» - Лауреат премии 2015 года за жизненные достижения (англ. Lifetime Achievement Award) |